# Miro olive
Kempiella flavovirescens
Espèce
Statut de conservation UICN

 LC  : Préoccupation mineure
Le Miro olive (Kempiella flavovirescens) est une espèce de petit passereau de la famille des Petroicidae.

## Répartition
Il peuple la Nouvelle-Guinée.

## Habitat
Il vit dans les forêts humides de plaine tropicales et subtropicales.

## Sous-espèces
D'après Alan P. Peterson, il existe deux sous-espèces :
- Microeca flavovirescens cuicui (De Vis) 1897 ;
- Microeca flavovirescens flavovirescens Gray,GR 1858.